# Xã Wayne, Quận Mercer, Ohio
Xã Wayne (tiếng Anh: Wayne Township) là một xã thuộc quận Mercer, tiểu bang Ohio, Hoa Kỳ. Năm 2010, dân số của xã này là 11 người.